# Percy Williams
Percy Williams (* 19. Mai 1908 in Vancouver, British Columbia; † 29. November 1982 in Vancouver, British Columbia) war ein kanadischer Leichtathlet. Bei den Olympischen Spielen 1928 in Amsterdam wurde er zweifacher Olympiasieger über die Sprintstrecken.

## Biografie
Williams gewann 1928 überraschend im Alter von 20 Jahren die kanadischen Qualifikationsrennen für die Teilnahme an den Olympischen Spielen in Amsterdam. Dort erreichte er mühelos das Finale. Dank eines guten Startes lag Williams bereits früh in Führung und gewann schließlich in 10,8 s das Rennen vor dem Briten Jack London und dem Deutschen Georg Lammers.
Auch über 200 Meter war Williams erfolgreich. Mit der Zeit von 21,9 s siegte er vor dem Briten Walter Rangeley und Helmut Körnig aus Deutschland. Bei der Rückkehr in seine Heimat wurde er enthusiastisch von seinen Landsleuten gefeiert.
In den Folgejahren stellte Williams mehrfach unter Beweis, dass seine Olympiasiege keine Zufallserfolge waren. Bei den British Empire Games 1930 in Hamilton gewann er das Rennen über 100 Meter und stellte in 10,3 s einen neuen Weltrekord auf.
Die Funktionäre des US-amerikanischen Leichtathletikverbandes, die neidvoll über die nördliche Grenze blickten, organisierten eine Serie von Hallenwettkämpfen, bei denen die US-amerikanischen Sprinter beweisen sollten, dass sie stärker seien als ihr kanadischer Kontrahent. Zur Überraschung der Organisatoren gewann Williams 19 der 21 angesetzten Rennen.
Eine Muskelzerrung im Oberschenkel unterbrach seine Erfolgsserie für eine Weile. Danach konnte er nie mehr ganz an seine früheren Leistungen anknüpfen. Bei den Olympischen Spielen 1932 in Los Angeles schied er bereits im Viertelfinale aus. Williams beendete daraufhin seine aktive Laufbahn und wurde Versicherungsagent.
Williams lebte mit seiner Mutter bis zu deren Tod im Jahr 1977 zusammen. Nach ihrem Ableben vereinsamte er, geplagt von den ständigen Schmerzen, die seine Arthritis verursachte. Am 29. November 1982 nahm sich Williams das Leben.